# North Westminster
North Westminster es una villa ubicada en el condado de Windham en el estado estadounidense de Vermont. En el año 2010 tenía una población de 247 habitantes y una densidad poblacional de 274 personas por km².

## Geografía
North Westminster se encuentra ubicada en las coordenadas 43°7′12″N 72°27′17″O / 43.12000, -72.45472.

## Demografía
Según la Oficina del Censo en 2000 los ingresos medios por hogar en la localidad eran de $48,750 y los ingresos medios por familia eran $55,417. Los hombres tenían unos ingresos medios de $27,143 frente a los $21,875 para las mujeres. La renta per cápita para la localidad era de $25,900. Alrededor del 8.9% de la población estaban por debajo del umbral de pobreza.